# Chattanooga Red Wolves
Die Chattanooga Red Wolves (mit vollem Namen Chattanooga Red Wolves Soccer Club) sind ein US-amerikanisches Fußball-Franchise der USL League One aus Chattanooga, Tennessee.
Die Red Wolves werden ab der Saison 2019 ihren Spielbetrieb in der neugegründeten USL League One, der dritthöchsten Liga in den USA, aufnehmen.

## Geschichte
Am 1. August 2018 wurde durch die United Soccer Leagues bekannt gegeben, dass Chattanooga ein Franchise für die ab der Saison 2019 stattfindende USL League One erhält. am 25. September 2018 wurde der Name der Mannschaft, Chattanooga Red Wolves Soccer Club, veröffentlicht.

## Stadion
- David Stanton Field; Chattanooga, Tennessee (ab 2019)

Die Heimspiele werden auf dem David Stanton Field ausgetragen. Das Stadion liegt auf dem Gelände der Chattanooga Christian School.

## Statistik

### Saisonstatistik
| Jahr | Ligenstufe | Liga           | Reg. Season | Playoffs | U.S. Open Cup | Zuschauerschnitt |
| ---- | ---------- | -------------- | ----------- | -------- | ------------- | ---------------- |
| 2019 | 3          | USL League One |             |          |               |                  |